# Autostrada per l'inferno
Autostrada per l'inferno (Highway to Hell) è un film del 1991 diretto da Ate de Jong. È uscito nelle sale americane il 13 marzo 1992.

## Trama
Charlie e Rachel decidono di sposarsi a Las Vegas, ma per una serie fortuita di eventi prendono una strada che collega il mondo reale con l'inferno. Rachel viene rapita da un poliziotto infernale che si fa chiamare Il sergente. Con l'aiuto di Sam, un benzinaio che è stato anch'egli all'inferno, Charlie riesce a penetrare nel luogo dove è nascosta l'amata e dopo essere sceso a patti con Satana in persona riesce a tornare nel mondo dei vivi.

## Cast
In questo film è presente la famiglia Stiller al completo, seppur in ruoli marginali.
Amy Stiller nel ruolo di Cleopatra, Ben Stiller nel doppio ruolo di un cuoco e di Attila, e il padre dei due, Jerry Stiller, in un altro ruolo secondario.